# Mistrzostwa Europy w Lekkoatletyce 1946 – bieg na 80 m przez płotki kobiet

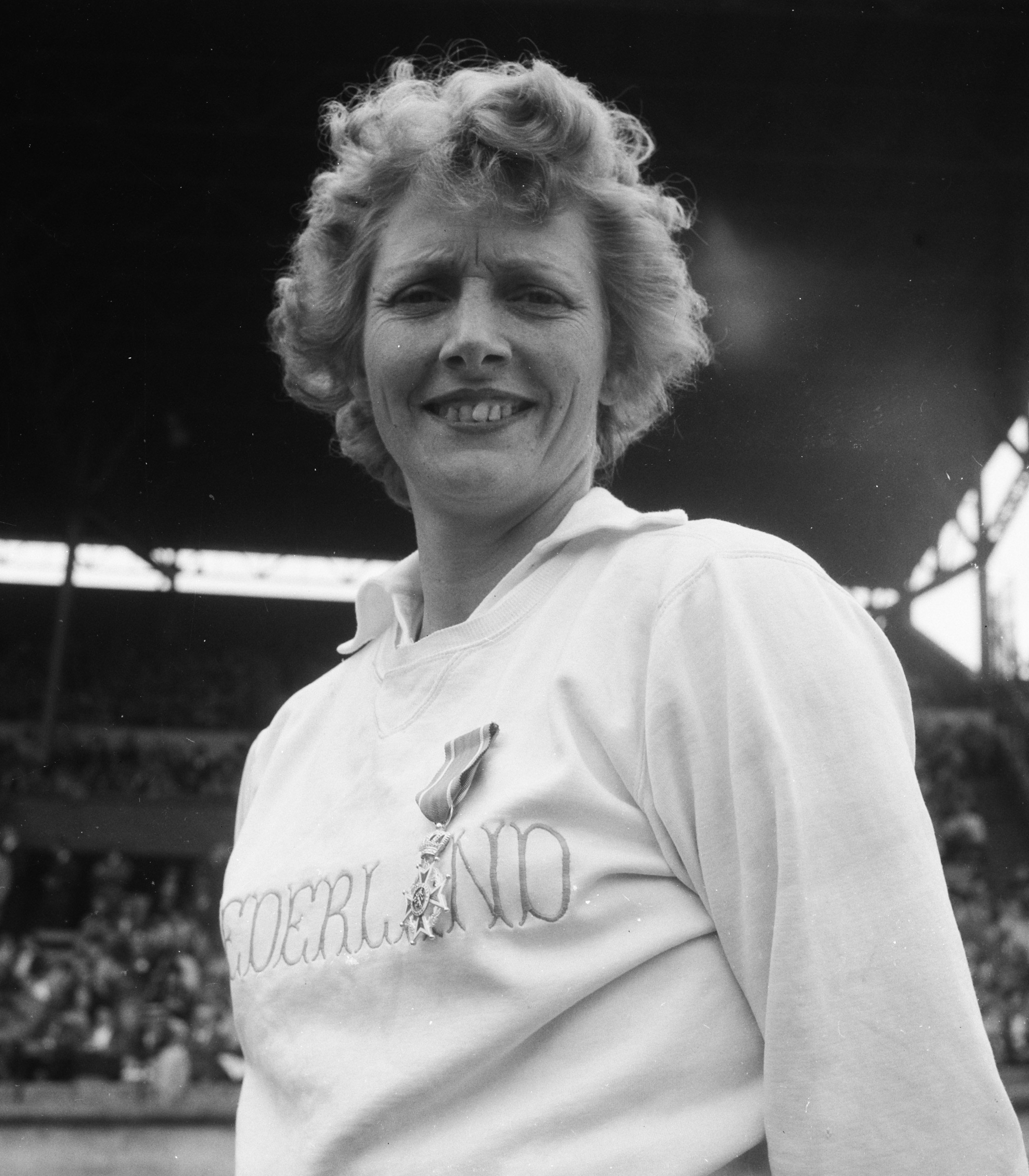
Fanny Blankers-Koen (1949)

Bieg na dystansie 80 metrów przez płotki kobiet był jedną z konkurencji rozgrywanych podczas III Mistrzostw Europy w Oslo. Biegi eliminacyjne i bieg finałowy zostały rozegrane 23 sierpnia 1946 roku. Zwyciężczynią tej konkurencji została Holenderka Fanny Blankers-Koen. W rywalizacji wzięło udział dziesięć zawodniczek z siedmiu reprezentacji.

## Rekordy
| Rekord świata     | Claudia Testoni (ITA) | 11,3 | Garmisch-Partenkirchen, Niemcy | 23.07.1939 |
| Rekord Europy     | Claudia Testoni (ITA) | 11,3 | Garmisch-Partenkirchen, Niemcy | 23.07.1939 |
| Rekord mistrzostw | Claudia Testoni (ITA) | 11,6 | Wiedeń, III Rzesza             | 18.09.1938 |

## Wyniki

### Eliminacje
Bieg 1
| Miejsce | Zawodniczka         | Czas | Uwagi |
| ------- | ------------------- | ---- | ----- |
| 1       | Fanny Blankers-Koen | 11,7 | Q     |
| 2       | Elene Gokieli       | 11,9 | Q     |
| 3       | Marie Matesová      | 12,6 | Q     |
| 4       | Milly Ludwig        | 13,2 |       |
| 5       | Aniela Mitan        | 13,3 |       |
| 6       | Ingrid Jacobsson    | 14,2 |       |

Bieg 2
| Miejsce | Zawodniczka         | Czas | Uwagi |
| ------- | ------------------- | ---- | ----- |
| 1       | Walentina Fokina    | 11,8 | Q     |
| 2       | Anna Linnea Sövgren | 12,8 | Q     |
| 3       | Anne Iversen        | 13,1 | Q     |
| 4       | Gerda Koudijs       | DQ   |       |

### Finał
| Miejsce | Zawodniczka         | Czas |
| ------- | ------------------- | ---- |
| 1       | Fanny Blankers-Koen | 11,8 |
| 2       | Elene Gokieli       | 11,9 |
| 3       | Walentina Fokina    | 11,9 |
| 4       | Anne Iversen        | 12,3 |
| 5       | Anna Linnea Sövgren | 12,4 |
| 6       | Marie Matesová      | 12,4 |